# 인투코어테크놀로지
인투코어테크놀로지 주식회사(EN2CORE Technology)는 대한민국의  반도체 및 환경에너지 기업이다.

## 역사
2014년에 설립되었다.
2025년 코스닥 기술특례상장을 위한 기술성 평가에서 A·A 등급을 취득했다.
2025년 주관사를 한국투자증권과 미래에셋증권으로 코스닥 상장예비심사를 청구하였다.